# مطار سانجستر الدولي
مطار سانجستر الدولي (إياتا: MBJ، إيكاو: MKJS) (بالإنجليزية: Sangster International Airport)‏ هو مطار دولي يقع في مونتيغو باي في جامايكا. تأسس في 1947.

## شركات الطيران والوجهات
| شركـات طيـران              | الوجهات |
| -------------------------- | --- |
| إيروغافيوتا                | مطار خوسيه مارتي الدولي، Holguín |
| Air Canada Rouge           | مطار تورونتو بيرسون الدولي موسمي: مطار مونتريال الدولي |
| طيران ترانسات              | مطار مونتريال الدولي، مطار تورونتو بيرسون الدولي موسمي: مطار هاليفاكس الدولي |
| الخطوط الجوية الأمريكية    | مطار شارلوت دوغلاس الدولي، مطار دالاس فورت ورث الدولي، مطار ميامي الدولي، مطار جون إف كينيدي الدولي، مطار فيلادلفيا الدولي موسمي: مطار لوجان الدولي، مطار أوهير الدولي                                  |
| إمريكان إيغل               | مطار أوستن برغستروم الدولي |
| Caribbean Airlines         | مطار جون إف كينيدي الدولي موسمي: Fort Lauderdale ‏ |
| Cayman Airways             | موسمي: مطار أوين روبرتس الدولي |
| كوندور للطيران             | موسمي: مطار دوسلدورف الدولي، مطار فرانكفورت |
| خطوط كوبا الجوية           | مطار توكومين الدولي |
| خطوط دلتا الجوية           | مطار هارتسفيلد جاكسون، مطار جون إف كينيدي الدولي موسمي: مطار لوجان الدولي، مطار ديترويت، مطار منيابولس-سنت بول الدولي                                                                                   |
| إديلويس إير                | موسمي: مطار زيورخ الدولي |
| خطوط فرونتير الجوية        | مطار هارتسفيلد جاكسون، مطار دالاس فورت ورث الدولي، مطار أورلاندو الدولي، مطار فيلادلفيا الدولي موسمي: مطار ميدواي الدولي، مطار دنفر الدولي، مطار ميامي الدولي، مطار سانت لويس الدولي، مطار تامبا الدولي |
| InterCaribbean Airways     | مطار نورمان مانلي الدولي |
| International AirLink      | Negril |
| خطوط جيت بلو الجوية        | مطار لوجان الدولي، Fort Lauderdale ‏، مطار جون إف كينيدي الدولي، مطار أورلاندو الدولي موسمي: مطار نيوآرك ليبرتي الدولي                                                                                   |
| نيوس (شركة طيران)          | موسمي: مطار مالبينسا، Verona |
| Norse Atlantic Airways     | موسمي: مطار غاتويك (تبدأ في 29 أكتوبر 2023) |
| خطوط ساوث ويست الجوية      | مطار بالتيمور واشنطن الدولي، مطار ميدواي الدولي، Fort Lauderdale ‏، Houston–Hobby، مطار أورلاندو الدولي موسمي: Kansas City ‏ (تبدأ في 7 أكتوبر 2023)، مطار سانت لويس الدولي                               |
| خطوط سبيريت الجوية         | Fort Lauderdale ‏، مطار أورلاندو الدولي، مطار فيلادلفيا الدولي |
| خطوط بلاد الشمس الجوية     | موسمي: مطار دالاس فورت ورث الدولي، مطار منيابولس-سنت بول الدولي |
| Sunwing Airlines           | مطار مونتريال الدولي، مطار تورونتو بيرسون الدولي موسمي: Edmonton، مطار هاليفاكس الدولي، Hamilton، Moncton، St. John's ‏                                                                                  |
| Swoop                      | موسمي: Hamilton، مطار تورونتو بيرسون الدولي |
| توي للطيران                | مطار برمينغهام، مطار غاتويك، مطار مانشستر موسمي: مطار غلاسكو الدولي |
| توي فلاي بلجيكا            | مطار بروكسل الدولي |
| أركي فلاي                  | مطار سخيبول أمستردام |
| الخطوط الجوية المتحدة      | مطار أوهير الدولي، مطار دنفر الدولي (تبدأ في 4 نوفمبر 2023)، مطار جورج بوش الدولي، مطار نيوآرك ليبرتي الدولي موسمي: مطار واشنطن دولس الدولي                                                             |
| خطوط فيرجن أتلانتيك الجوية | مطار لندن هيثرو1 |
| WestJet                    | مطار تورونتو بيرسون الدولي موسمي: مطار كالغاري الدولي، Ottawa، Winnipeg |

## وصلات خارجية
الموقع الإلكتروني